# 基尔莫尔座堂
基尔莫尔座堂（St Fethlimidh's Cathedral, Kilmore）是爱尔兰圣公会聖公會基爾莫爾、埃爾芬暨阿達教區的两座主教座堂之一（另一座是圣施洗约翰座堂 (斯莱戈)），位于爱尔兰卡文郡郡治卡文西南的基尔莫尔。
目前的教堂建于1858-1860年。